# ویلی براون (سیاست‌مدار)
ویلی لوئیس براون جونیور (متولد ۲۰ مارس ۱۹۳۴) سیاستمدار آمریکایی از حزب دموکرات است. براون بیش از ۳۰ سال در مجلس ایالتی کالیفرنیا عضو بود و ۱۵ سال را به عنوان رئیس آن سپری کرد. وی بعداً شهردار سانفرانسیسکو شد و اولین آمریکایی سیاهپوستی بود که این سمت را به عهده گرفت. روزنامه سانفرانسیسکو کرونیکل براون را «یکی از سرشناسترین شهرداران سانفرانسیسکو» خواند و افزود که «شهرت وی از مرزهای این شهر فراتر می‌رود.»

## انتقادات از تبعیض قائل شدن و حمایت از دوستان؛ تحقیقات FBI
اتهامات بذل و بخشش به نزدیکان، براون را از زمان نمایندگی تا فعالیت به عنوان شهردار سانفرانسیسکو تعقیب می‌کرد. پائول هورچر، نماینده سابق جمهوریخواه از شهرستان لس آنجلس، که در سال ۱۹۹۴ رأی داد تا براون را به عنوان رئیس مجلس حفظ کند، به عنوان رئیس برنامه مدیریت پسماند جامد سانفرانسیسکو با حقوق شش رقمی منصوب شد. برایان ستنکیچ نیز توسط براون به سمتی منصوب شد. هر دو پس از این که به دلیل حمایت از براون، کرسی‌های خود را در انتخابات باختند خود به عنوان دستیار ویژه استخدام شدند. سرپرست سابق سانفرانسیسکو، بیل مار نیز پس از مبارزات انتخاباتی برای براون در اولین انتخابات شهرداری او، به عنوان دستیار ویژه استخدام شد. از براون همچنین به دلیل تبعیض به نفع خانم کارپنتی، لابی گری که از او صاحب فرزند شده‌است ، انتقاد می‌شود. در سال ۱۹۹۸ براون ترتیب داد ک در سالن اجتماعات بیل گراهام دفتری بدون اجاره در اختیار بگیرد. بین آن زمان و ۲۰۰۳، دوره ای دختر آنها در آن متولد شد، کارپنتی به‌طور تقریبی ۲٫۳۳ میلیون دلار توسط گروه‌های غیرانتفاعی و کمیته‌های سیاسی تحت کنترل شهردار وقت براون و دوستانش پرداخت شد.
رابطه براون با قائم مقام دادستان شهرستان آلامیدا، کامالا هریس قبل از انتصاب هریس توسط براون به دو کمسیون ایالتی کالیفرنیا در اوایل دهه ۱۹۹۰ بود. روزنامه محلی سانفرانسیسکو کرونیکل موقعیت‌های عضو هیئت تجدیدنظر بیمه بیکاری و کمیسیون کمک پزشکی کالیفرنیا را به عنوان سمت‌هایی که وی به خاطر ارتباطاتش و برای سپاسگذاری از آنها بهشان منصوب شده توصیف کرد. وقتی این انتصابات در انتخابات سال ۲۰۰۳ که هریس برای دادستان رقابت می‌کرد به یک مسئله سیاسی تبدیل شد، وی پاسخ داد: «خواه با سیستم موافق باشید یا مخالف، من کار را انجام دادم». روابط گذشته براون و هریس در اوایل سال ۲۰۱۹ پس از سناتور آمریکایی شدن و پیشنهاد ریاست جمهوری مورد توجه مجدد قرار گرفت. براون با انتشار مطلبی در سن فرنسیسکو کرانیکل با عنوان "درست است، من با کامالا هریس قرار گذاشتم. خوب که چی؟ ". او نوشت که ممکن است با انتصاب هریس در هیئت مدیره و حمایت از نامزدی وی برای دادستان منطقه، بر زندگی حرفه ای او "تأثیر" گذاشته باشد، اما افزود که وی همچنین بر مشاغل سیاستمداران دیگری نیز تأثیر گذاشته‌است.

## زندگی شخصی

### خانواده و روابط
در سپتامبر ۱۹۵۸، براون با بلانش ویترو ازدواج کرد، که با او دارای سه فرزند به نام‌های سوزان، رابین و مایکل بود. وی همچنین چهار نوه دارد: بسیا، متیا، متیو و لوردز، و یک نانوه، تایلر. طبق مقاله ای در سال ۱۹۸۴ در نیویورک تایمز، براون و ویترو در سال ۱۹۸۲ دوستانه از هم جدا شدند. جیمز ریچاردسون، خبرنگارسکرمنتو بی، در مورد براون گفت که «خودنمایی او در این حد است که در حالی به مهمانی می‌رود که یک دستش در دست همسرش و دست دیگرش در دست دوست دخترش است.»
براون با کارولین کارپنتی، جمع‌کننده اعانه‌های سیاسی، یک دختر به نام سیدنی براون دارد.
از سال ۱۹۹۴ تا ۱۹۹۵، براون با کامالا هریس، معاون دادستان منطقه آلامدا، قرار می‌گذاشت. روابط گذشته براون و هریس در اوایل سال ۲۰۱۹ پس از سناتور آمریکایی شدن و پیشنهاد ریاست جمهوری مورد توجه مجدد قرار گرفت.